# Boquilobo Mose Biosfærereservat
Boquilobo Mose Biosfærereservat er et marskområde og naturreservat beliggende nær Golegã i det centrale Portugal. Det har siden 1981 været et UNESCO-biosfærereservat  og et Ramsar-vådområde siden 1996.
På grund af sin beliggenhed inde i landet er vådområdet afhængigt af Tajo-bassinet, sammen med en af dets bifloder, Almonda. Naturreservatet er som forventet domineret af plantearter knyttet til fugtige miljøer som f.eks. søkogleaks, dunhammerarten <i>Typha domingensis</i> eller siv. I trækrattene, i midlertidigt oversvømmede områder, dominerer pilelunde, især hvidpil, som danner små øer af vegetation og endda tætte krat. Blandt fiskene skiller den europæiske ål og to portugisiske endemiske arter sig ud, Achondrostoma oligolepis og den iberiske karpe. Blandt padderne er der fire iberiske endemiske arter og 27 forskellige arter af pattedyr. På grund af dens status bør forekomsten af europæisk sumpskildpadde også nævnes.
Den høje ornitologiske værdi attesteres ved tilstedeværelsen af omkring 221 fuglearter, især hejrer, såsom den kohejre, den silkehejre, den sort-kronede natter, fiskehejre, purpurhejre og tophejren. Skestorken har her et af sine få redesteder i Portugal. Der er en stor bestand af overvintrende andefugle, nemlig spidsand og taffeland.
Symbolet på parken er sølvhejren. Reservatet er hjemsted for det største antal hvide hejrer på den iberiske halvø, og de findes der fra februar/marts til sommeren.